# David Heinrich Hoppe
Pour les articles homonymes, voir Hoppe.
David Heinrich Hoppe, né le 15 décembre 1760 à Bruchhausen-Vilsen et mort le 1er août 1846  à Ratisbonne est un médecin, un pharmacien et un botaniste allemand.

## Biographie
Il commence sa carrière comme apprenti en pharmacie à Celle puis à Hambourg, à Halle, à Wolfenbüttel et à Ratisbonne. Après cet apprentissage, il étudie la médecine et les sciences naturelles à l’université d’Erlangen. Après l’obtention de son diplôme de médecine, il exerce à Ratisbonne. Il enseigne également au lyceum de la ville.
Hoppe est principalement connu pour ses contributions à l’étude de la flore alpine. Il étudie aussi la flore autour de Ratisbonne et fait, chaque été de 1796 à 1843, des excursions botaniques à Salzbourg et à Heiligenblut. Avec le bryologiste Christian Friedrich Hornschuch (de) (1793-1850), il fait paraître un traité sur un grand voyage scientifique sur la côte adriatique, les montagnes de Carinthie et du Tyrol, qui porte le titre de Tagebuch einer Botanischen Reise nach den Küsten des Adriatischen Meeres und den Gebirgen von Kärnten, Tirol und Salzburg.
En mai 1790, Hoppe fonde la Regensburgische Botanische Gesellschaft, qui est la première société savante botanique de Bavière et la plus ancienne société de botanique encore active de nos jours. Il en assure la présidence de 1812 à sa mort, en 1846.
Hoppe décrit plus de 200 plantes durant sa carrière et dirige, de 1818 à 1842, le journal populaire Flora. Parmi ses publications il faut noter Ectypa plantarum ratisbonensium (1787-1793), une flore des environs de Ratisbonne, et Caricologia Germanica (1835), pour lequel il fait appel au graveur Jacob Sturm (1771-1848).
Heinrich Gottlieb Ludwig Reichenbach (1793-1879) lui dédie en 1824 le genre Hoppea (en) de la famille des Gentianaceae.